# 스미스양털박쥐
스미스양털박쥐(Kerivoula smithii)는 애기박쥐과에 속하는 박쥐의 일종이다. 카메룬과 콩고민주공화국, 케냐, 나이지리아 그리고 우간다에서 발견된다. 자연 서식지는 아열대 또는 열대 기후 지역의 건조림과 습윤 저지대 숲, 습지, 습윤 산지 숲이다.

## 특징
작은 박쥐로 전체 몸길이가 79~93mm이고 전완장이 32~36mm, 꼬리 길이가 40~49mm이다. 발 길이는 5.9~7mm이고 귀 길이는 11~15mm, 몸무게는 최대 7g이다. 털이 길고 무성하며 양털처럼 부드럽고 곱슬곱슬하다. 등 쪽 털은 회색빛 갈색부터 짙은 갈색까지 다양한 반면에 배 쪽은 좀더 연한 밝은 갈색 또는 황갈색을 띤다. 주둥이는 길고 뾰족하다. 눈은 아주 작다. 귀는 짙은 갈색 또는 거무스레한 색을 띠며 원통형 모양으로 잘 발달해 있다.

## 생태
일부 표본은 밤에 집 안 쪽을 날다가 포획되지만 일부는 낮에 헛간이나 냇가를 따라 쓰러져 있는 작은 나무에서 포획된다. 먹이는 곤충이다. 9월과 12월에 케냐에서 11월말에 우간다에서 새끼를 밴 암컷이 관찰되지만 10월말에 콩고 민주 공화국에서 새끼와 함께 있는 모습이 보인다. 한 번에 한 마리의 새끼를 낳는다.

## 분포 및 서식지
나이지리아 남동부와 카메룬 남부, 콩고 민주 공화국 중서부와 북동부, 우간다 남서부, 케냐 중부에 널리 분포한다. 해발 최대 2,700m 이하의 우림과 망그로브 숲, 습지 숲, 산지림에서 서식한다.